# Веттер (река)
Ве́ттер (нем. Wetter) — река в Германии, протекает по земле Гессен. Площадь бассейна реки составляет 517 км². Длина реки — 68,8 км.

## Описание
Река берёт начало к востоку от города Лаубах, протекает через Лих, Мюнценберг, Бад-Наугейм и Фридберг и впадает в Нидду около Ассенхайма. В реке обитают обыкновенный пескарь, трёхиглая колюшка, плотва, голавль, обыкновенный горчак, гольян, лещ, учатый голец, угорь, окунь, елец и амурский чебачок. К видам, охраняемым согласно Директиве 92/43/ЕЭС, обитающим в реке относятся горчак и ручьевая минога. В притоках встречаются подкаменщик и широкопалый речной рак.

## Притоки
Основные притоки — Страссбах (пр, впадает в 3,8 км от устья, длина — 6,8 км), Уса (пр, впадает в 3,9 км от устья, длина — 34,1 км), Ридграбен (пр, впадает в 22 км от устья, длина — 8,7 км), Клейне-Бах (пр, впадает в 26,9 км от устья, длина — 5,9 км), Гамбах (пр, впадает в 30,2 км от устья, длина — 5,5 км), Велс-Бах (пр, впадает в 39,4 км от устья, длина — 5,3 км), Вейдграбен (лв, впадает в 44,5 км от устья, длина — 5,6 км), Альбах (пр, впадает в 46 км от устья, длина — 6,8 км), Эшерсбах (пр, впадает в 54 км от устья, длина — 13,6 км), Лаутер (пр, впадает в 56,8 км от устья, длина — 7 км).

## Происхождение названия

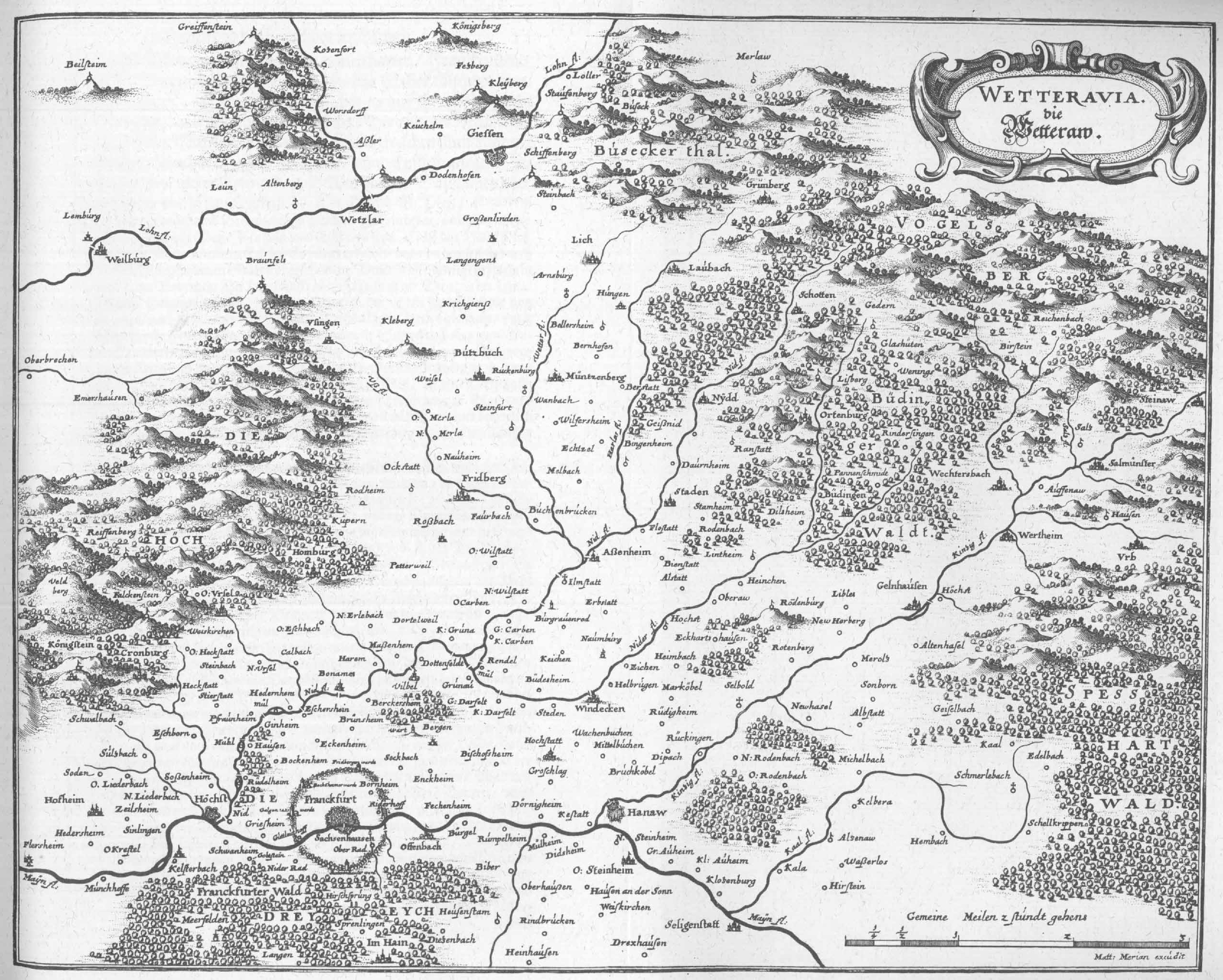
Веттерау.

Гидроним Wetter — «вода» в своей древней форме Veder был известен ещё Птолемею и может быть связан с местами проживания кельтских племен, но его связь с кельтским языком не доказана. Нельзя также исключать происхождение от Wasser — «вода, вода в ограниченном пространстве, поток». Веттер протекает по местности Веттерау в районе Веттераукрейтц, в наиболее древней сохранившейся форме Wettereiba, где -eiba обозначает ландшафт и было впоследствии заменено на более привычное немецкое обозначение речного ландшафта -au.